# Sina Herrmann
Sina Herrmann (* 24. Oktober 2001 in Karlsruhe) ist eine deutsche Tennisspielerin.

## Karriere
Herrmann begann mit sechs Jahren das Tennisspielen und startete für den SSC Karlsruhe. Ihr bevorzugter Spielbelag ist der Sandplatz. Seit April 2017 spielt sie Turniere der ITF Women’s World Tennis Tour. 2019 erreichte sie Halbfinals am 27. April in Antalya gegen Manca Pislak, am 1. November in Ortisei gegen Claudia Giovine sowie am 1. September das Finale in Haren gegen die Französin Salma Djoubri. Sie erhielt Wildcards für das ITF Future Nord 2019 im Juni in Kaltenkirchen und die Liqui Moly Open in Karlsruhe, einem Turnier der WTA Challenger Series 2019. 2020 holte sie ihren ersten Profi-Doppel-Titel in Monastir. Ihr erster Einzel-Turniersieg gelang am 20. September 2020 in Grado gegen die favorisierte Lara Salden. Direkt danach führte sie ihre Siegesserie weiter und gewann einen weiteren Titel in Monastir. Im September 2022 folgte ein weiterer Einzel-Titel in Haren.
Sie startet mit der 1. Damen-Mannschaft des Heidelberger TC in der Regionalliga Süd-West. Bei den Deutschen Hallen-Tennismeisterschaften 2019 in Biberach scheiterte sie als Acht-Gesetzte in der zweiten Runde gegen Julia Wachaczyk. Zwei Jahre später erreichte sie das Halbfinale. Sie belegt in der Deutschen Damen Rangliste zum 30. Juni 2023 Ranglistenplatz 29.

## Turniersiege

### Einzel
| Nr. | Datum              | Turnier  | Kategorie   | Belag     | Finalgegnerin    | Ergebnis      |
| --- | ------------------ | -------- | ----------- | --------- | ---------------- | ------------- |
| 1.  | 20. September 2020 | Grado    | ITF $25.000 | Sand      | Lara Salden      | 6:4, 7:5      |
| 2.  | 25. Oktober 2020   | Monastir | ITF $15.000 | Hartplatz | Bárbara Gatica   | 6:4, 6:4      |
| 3.  | 4. September 2022  | Haren    | ITF W15     | Sand      | Anouk Koevermans | 7:5, 5:7, 6:3 |
| 4.  | 2. Juni 2024       | Bol      | ITF W15     | Sand      | Weronika Ewald   | 7:5, 6:4      |

### Doppel
| Nr. | Datum         | Turnier  | Kategorie   | Belag     | Partnerin           | Finalgegnerinnen                           | Ergebnis         |
| --- | ------------- | -------- | ----------- | --------- | ------------------- | ------------------------------------------ | ---------------- |
| 1.  | 7. März 2020  | Monastir | ITF $15.000 | Hartplatz | Andreea Prisăcariu  | Yvonne Cavalle-Reimers Bojana Marinković   | 1:6, 6:3, [10:4] |
| 2.  | 27. März 2021 | Antalya  | ITF W15     | Sand      | Jang Su-jeong       | Anastasia Dețiuc Darja Viďmanová           | kampflos         |
| 3.  | 4. Mai 2024   | Varberg  | ITF W15     | Sand      | Marcelina Podlińska | Ida Johansson Jacqueline Nylander Altelius | 6:4, 6:1         |